# Operation Mobilisation
Operation Mobilisation (OM) ist eine internationale, christliche Hilfsorganisation und Missionsgesellschaft mit evangelikalem Hintergrund. Die von George Verwer (1938–2023) gegründete Nichtregierungsorganisation hat das Ziel, junge Menschen für einen bewusst und konsequent gelebten christlichen Glauben zu gewinnen und zu schulen. Die Arbeit von OM begann 1957 in Mexiko und verbreitete sich ab 1963 in Europa und Indien. Sie ist Mitglied der Weltweiten Evangelischen Allianz.
OM hat derzeit rund 5.200 Mitarbeiter aus 120 Nationen, die in über 110 Ländern und auf den Schiffen Logos Hope und Doulos Hope tätig sind. Knapp 300 davon kommen aus Deutschland.

## Geschichte

### Vorgeschichte
Die Organisation hat ihren Ursprung in den Vereinigten Staaten. Die Gründung geht einher mit einer Frau Clap, die ab 1940 betete, dass Oberschüler der nahe gelegenen High School zum christlichen Glauben kommen und als Missionare in alle Welt gehen. 1952 erhielt George Verwer von ihr ein Johannesevangelium zugeschickt. Drei Jahre später nahm Verwer bei einer Veranstaltung im Madison Square Garden, New York City, mit Billy Graham den christlichen Glauben an. In den Semesterferien 1957 reisten Verwer und zwei Freunde, Walter Borchard und Dale Rhoton, nach Mexiko und verteilten 15.000 spanische Johannesevangelien. Im gleichen Jahr gründete Verwer die Organisation Send a light. Später wurde er beim Schmuggeln von Bibeln in die Sowjetunion verhaftet und des Landes verwiesen und musste seine Strategie ändern. Er mobilisierte nun andere Menschen, um für Gott aktiv zu werden, woraus dann die Organisation Operation Mobilisation entstand.

### Gründung
Im Jahre 1960 zog das erste Team unter Führung von Verwer nach Spanien, um dort missionarisch zu wirken. Das Land ließ zu dieser Zeit nur wenig offene missionarische Arbeit zu. In diesem Zeitraum wurde die Idee einer internationalen Evangelisations- und Schulungsbewegung geboren, der Verwer im Jahr darauf den Namen „Operation Mobilisation“ (OM) gab. In den darauf folgenden Jahren wurde die Arbeit in Europa, im Nahen Osten und in Südasien aufgebaut. Eine nationale Leiterschaft und enge Zusammenarbeit mit anderen Missionsgesellschaften und lokalen christlichen Gemeinden war ein wichtiges Leitmotiv der Organisation.

### 1960 bis 1989
Am ersten Sommerprojekt von OM im Jahr 1962 in Europa beteiligten sich 200 junge Christen. Im Jahr darauf waren es bereits 2000 Teilnehmende aus 30 Ländern, die beim Sommerprojekt in Südwesteuropa dabei waren. Davon blieben 200 für einen Jahreseinsatz in Europa, im Iran, im Libanon und in der Türkei. Im Jahr 1964 fuhr das erste Team mit zwei gebrauchten Lastwagen und einem VW-Bus nach Indien. Indien ist heute das größte Einsatzgebiet vom OM mit rund 3.000 einheimischen Mitarbeitenden. Aus der Betreuung bengalischer Flüchtlinge in Indien entstand 1972 die Arbeit in Bangladesch.
Der deutsche Zweig der Organisation Operation Mobilisation International wurde im Dezember 1971 als Operation Mobilisation e. V. / OM Deutschland in Neuhausen (Enzkreis) gegründet. Unter den neun Gründungsmitgliedern waren der Verleger Friedrich Hänssler sowie Oskar Föller vom Lebenszentrum Adelshofen. Die Zentrale des Vereins hat ihren Sitz in Mosbach, Neckar-Odenwald-Kreis, in Baden-Württemberg. Direktor ist seit April 2019 Doron Lukat. Dieter Weisser ist seit Mai 2013 der Geschäftsführer von OM Deutschland. 2021 hatte der deutsche Zweig rund 280 Mitarbeiter, die weltweit tätig sind, davon etwa 80 in Deutschland. Das Werk gehört zur Arbeitsgemeinschaft Evangelikaler Missionen (AEM) und zum netzwerk-m.
OM Deutschland erhält regelmäßig das Spendenprüfsiegel der Evangelischen Allianz, welches in Kooperation mit dem Deutschen Zentralinstitut für soziale Fragen entwickelt wurde. Weiter verpflichtet sich OM Deutschland als gemeinnütziger Verein zu absoluter Transparenz und ist deshalb Mitglied der Initiative Transparente Zivilgesellschaft.
Beginn der Schiffsarbeit von OM war das Jahr 1970, als das dänische Schiff „Umanak“ gekauft, umgebaut und in „Logos“ (griechisch für „Wort“) umbenannt wurde. Die „Franca C“, bis 1977 unter italienischer Flagge als Kreuzfahrtschiff auf dem Mittelmeer unterwegs, wurde gekauft und begann als „Doulos“ (griechisch für „Diener“) ihren Dienst in aller Welt. Im Jahr 1980 wurden im Chinesischen Meer so genannte „Boatpeople“ an Bord der „Logos“ genommen und versorgt. 1988 lief sie vor der chilenischen Küste auf Grund. Ein spanisches Fährschiff wurde gekauft und als „Logos II“ in den weltweiten Dienst aufgenommen. Der Slogan der Schiffsarbeit ist „Bildung, Hilfe, Hoffnung für Menschen weltweit“.
In der Schweiz hat OM in den 60er Jahren die Arbeit aufgenommen. 1976 wurde Operation Mobilisation Schweiz als Verein mit Sitz in Wallisellen gegründet. Dort ist Sitz des Teams, das in der deutschsprachigen Schweiz tätig ist. In der französischsprachigen Schweiz ist das Team in Cortaillod angesiedelt. Präsident von OM Schweiz ist Richard Mauersberger. OM Schweiz wird vollständig durch Spenden finanziert. OM hat den Ehrenkodex der Schweizerischen Evangelischen Allianz unterzeichnet. Das Gütesiegel verpflichtet die Unterzeichner zu einem verantwortungsvollen Umgang mit Spendengeldern.
1985 wurden verschiedene Teams in Lateinamerika aktiv. Ein weiteres OM-Feld entstand 1986 in Südafrika. 1989 begann mit einer Konferenz in Offenburg, bei der rund 7000 Personen teilnahmen, „Love Europe“, das Sommereinsatz-Programm für die 1990er Jahre. Von den 7.000 Teilnehmenden nahmen 5.000 an einem Sommerprojekt teil. Im selben Jahr wurde in Polen das erste Team von OM im ehemals kommunistischen Ostblock gegründet.

### 1990 bis heute
1990 wurde in Südkorea ein Büro eröffnet. Im Folgejahr entstanden neue Arbeitsgebiete in Albanien, Rumänien und Bulgarien. OM startete 1992 mit Teams in den europäischen GUS-Staaten und Zentralasien. Im selben Jahr fand der erste Teenager-Kongress „Teenstreet“ in Deutschland mit 39 Teilnehmern statt, 1993 waren es bereits 56 Teilnehmer. 1994 wurde ein internationaler strategischer Plan angenommen. 1997 startete das überarbeitete Jahresprogramm unter dem Namen „Global Action“. Bei der Kosovo-Krise und beim Erdbeben in der Türkei im Jahr 1999 half die Organisation. Das „Global Action Team“ in Zürich startete 2000 mit vier Mitarbeitern. 2001 war der Beginn von „Global Challenge“, dem Nachfolgeprogramm von „Love Europe“. 2003 gab George Verwer das Amt des „Internationalen Direktors“ an Peter Maiden aus England weiter, bereits 1998 hatte Verwer diesen Schritt für sein 45. Jahr in der Weltmission angekündigt. Maiden nahm als Teenager an einem Kurzeinsatz in Spanien teil und kam so mit OM in Berührung. Er leitete zehn Jahre lang die Arbeit von OM England und stand seit 1985 George Verwer in der internationalen Leitung zur Seite. Joseph D’souza (Indien) und Francois Vosloo (Südafrika) wurden als internationale Co-Leiter eingesetzt. 2004 wurde die Autofähre „Norröna“ gekauft, in Kroatien für die Bedürfnisse der Schiffsarbeit umgebaut und in „Logos Hope“ umbenannt. 2007 wurde weltweit 50 Jahre OM International gefeiert. Im Februar 2009 begann nach der mehrjährigen Umbauphase der offizielle Dienst der Logos Hope. Im März 2013 wurde Lawrence Tong aus Singapur zum neuen internationalen Direktor von OM berufen. Er übernahm im September 2013 die Leitung von Peter Maiden, der in den Ruhestand ging. Tong begann 1978 seine Mitarbeit bei OM an Bord des OM-Schiffes Doulos. Von 1999 bis 2001 war er der Leiter von OM Taiwan, von 2001 bis 2005 Direktor der Logos II und im Bereich finanzielle Entwicklung mit OM Schiffe im USA-Büro in Florence, South Carolina, tätig. Von 2006 bis 2013 leitet Tong die schnellwachsende Arbeit von OM in China. Neben Lawrence Tong wurden Sue Priestley aus Kanada, Peter Tarantal aus Südafrika und Viv Thomas aus England als stellvertretende Direktoren berufen. Steffen Zöge, bis 2013 stellvertretender Leiter von OM Deutschland, gehört seither zum erweiterten Leitungskreis der internationalen Leitung von OM.
Heute ist OM eine internationale Bewegung von Menschen, die eine Botschaft der Hoffnung anbieten wollen. Dies geschieht hauptsächlich in den fünf Arbeitsbereichen Evangelisation, Entwicklungszusammenarbeit, Gemeindegründung, Menschenwürde sowie Training & Mentoring. Alle drei Jahre findet eine internationale OM-Konferenz statt, genannt „General Council“. Daran nehmen vor allem Langzeitmitarbeitende teil, die seit mindestens fünf Jahren im Einsatz sind.

## Schiffsarbeit

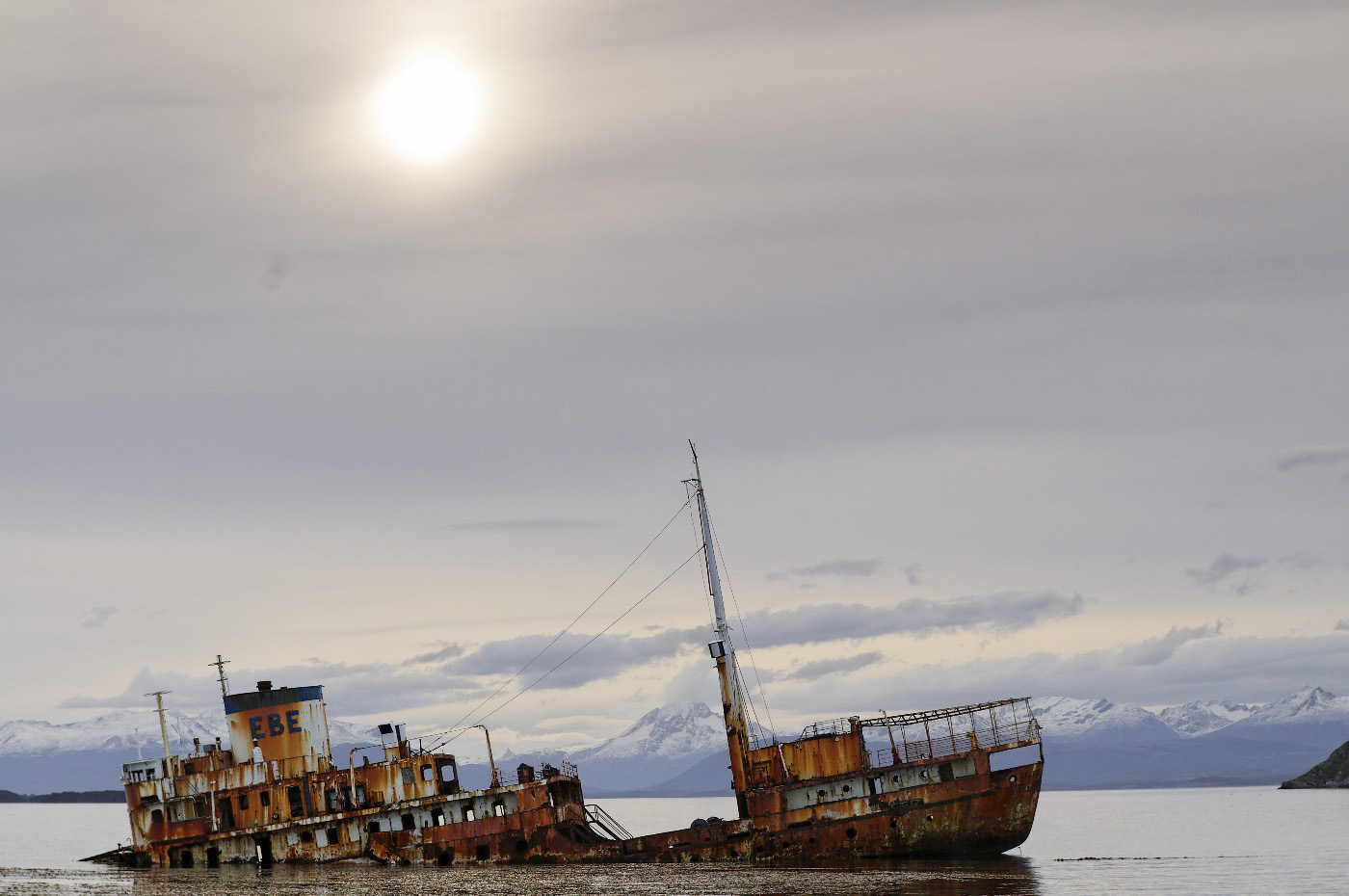
Das Wrack der Logos 2009 im Beagle-Kanal

OM verwendet Schiffe als schwimmende Missionsstation, Büchermarkt, Konferenz-, Kultur- und Hilfszentrum. Hierzu wurde 1970 der Arbeitszweig OM Ships International (OMSI) gegründet. Juristischer Eigentümer ist nicht OM selbst, sondern die eigens hierfür gegründeten Betreibergesellschaften EBE und „Gute Bücher für Alle“ e. V. (GBA Ships e. V.), deren Hauptsitz in Carlisle, Vereinigten Königreich respektive in Mosbach, Deutschland sitzt. Die Schiffe laufen ausgewählte Hafenstädte an und bleiben dort häufig mehrere Wochen lang. Jährlich werden über eine Million Besucher auf den OM-Schiffen gezählt. Zwischen 1970 und 2015 haben über 44 Millionen Menschen die OM-Schiffe in über 1.400 Hafenstädten in 150 Ländern besucht. Die Mitarbeit auf den Schiffen steht jedem Angehörigen der Hauptgruppe der christlichen Kirchen offen.

### Logos (1970–1988)
1970 wurde die dänische Umanak gekauft und umgebaut. In Logos umbenannt, war sie bis 1988 weltweit im Einsatz. Bei der Durchfahrt des Beagle-Kanals lief die Logos auf ein Riff auf und musste aufgegeben werden.

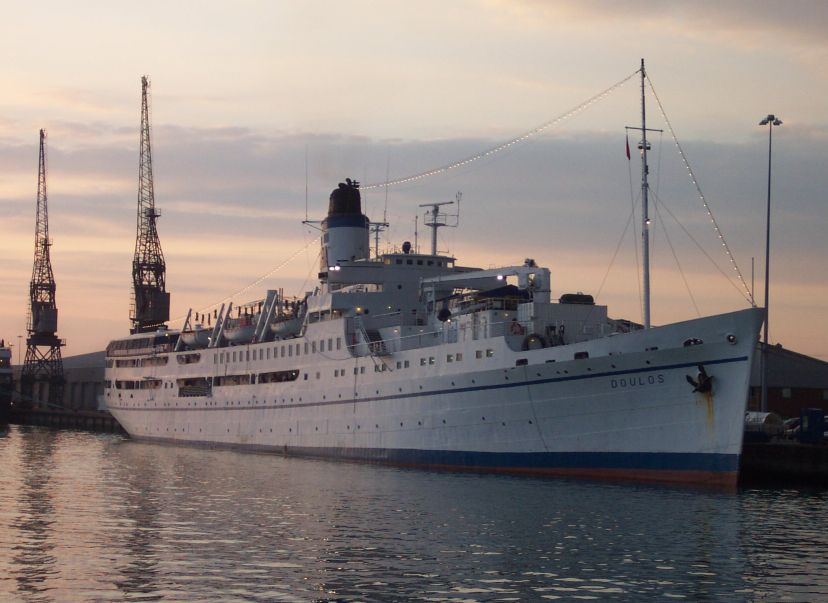
Die Doulos in Southampton

### Doulos (1977–2010)
1977 wurde die Schiffsarbeit ausgeweitet, indem die Franca C aufgekauft und umgerüstet wurde. Zwischen dem in Doulos umbenannten Schiff und der Logos entstand eine Arbeitsteilung: Die Logos wurde vorwiegend in der westlichen Hemisphäre eingesetzt (Karibik, Südamerika), die Doulos vorwiegend in der östlichen (Afrika, Asien). Die Doulos wurde Ende 2009 in Singapur aus dem Dienst genommen und dort Anfang 2010 an einen Geschäftsmann verkauft, der das Schiff als Konferenz- und Museumsschiff nutzt.

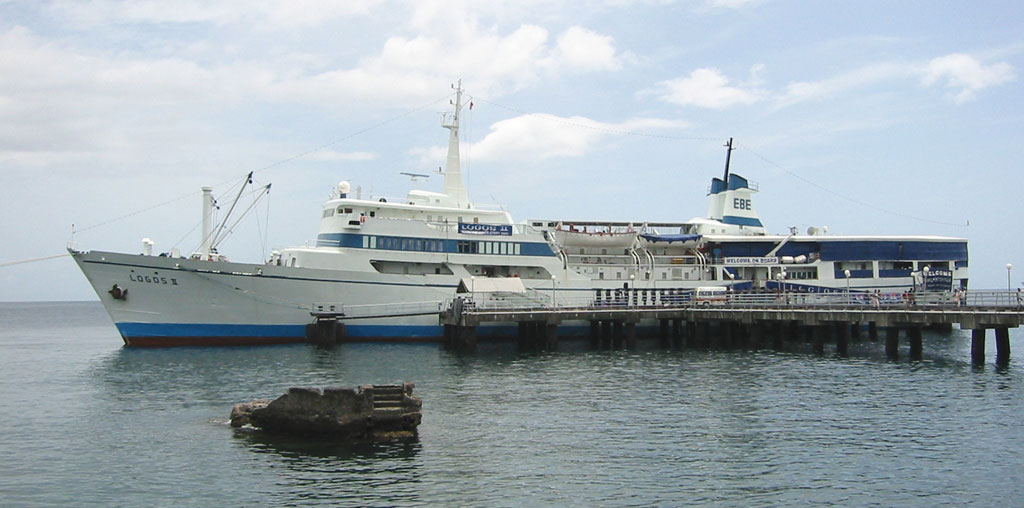
Die Logos II in Roseau

### Logos II (1988–2008)

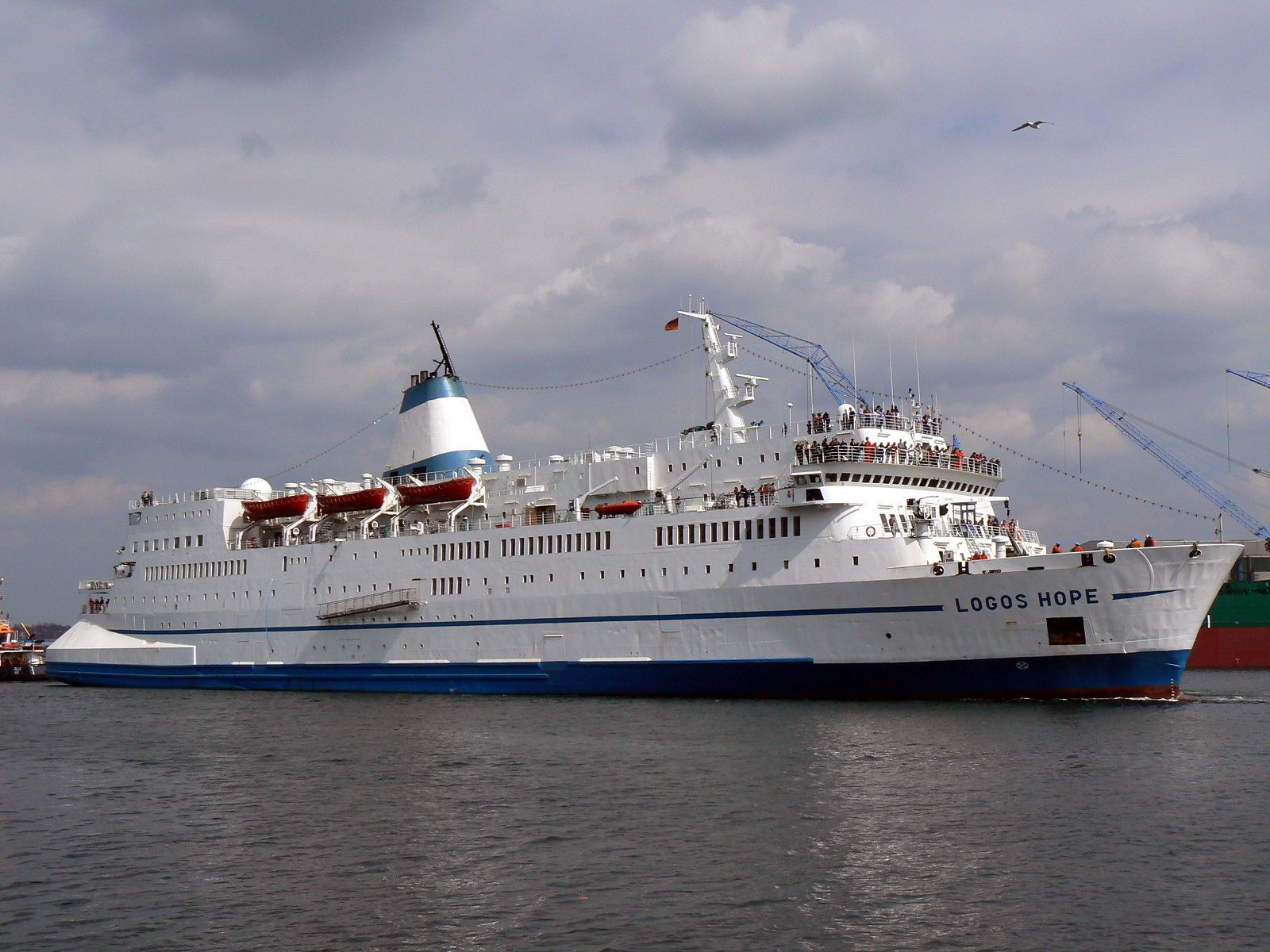
Die Logos Hope 2008 in Kiel

Nach dem Verlust der Logos wurde die Mittelmeerfähre Antonio Lazaro aufgekauft und in Logos II umbenannt. Nach 20 Jahren im Dienst von OM wurde das Schiff im September 2008 zur Verschrottung in die Türkei verkauft.

### Logos Hope (seit 2004)
Die Logos Hope ist eine ehemalige Autofähre, die 1973 bei Nobiskrug in Rendsburg gebaut wurde. Sie wurde damals auf den Namen Gustav Vasa getauft und kam danach als Norröna für zwei Jahrzehnte für die färöische Reederei Smyril Line zum Einsatz. OM kaufte die ehemalige Fähre am 19. April 2004 von Smyril Line und benannte sie in Logos Hope um. Nach mehrjährigem Umbau nahm die Logos Hope im Februar 2009 den Dienst auf und ersetzte die bereits im September 2008 zur Verschrottung verkaufte Logos II.

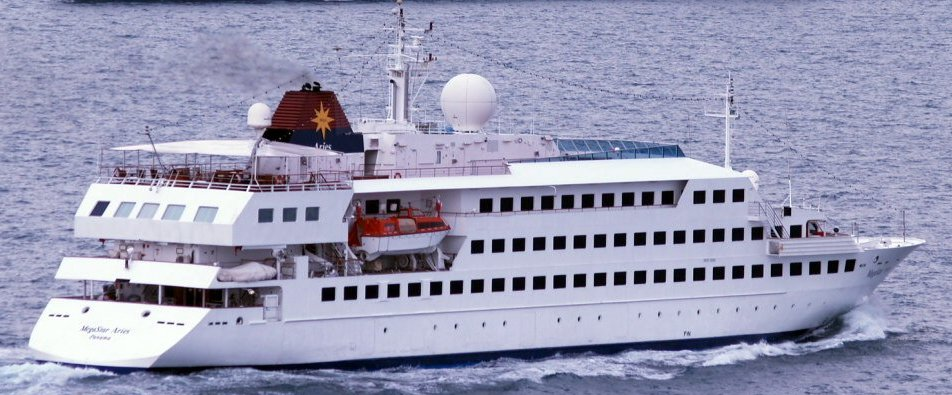
Die Doulos Hope 2009 in Singapur

### Doulos Hope (seit 2022)
2022 übernahm OM Ships die The Taipan von Star Cruises und benannte sie in Doulos Hope um. Am 6. Mai 2023 wurde das 85 Meter lange und 16,5 Meter breite Schiff in Singapur in Dienst gestellt, das primär auf Flüssen in Asien unterwegs ist.

## TeenStreet
OM veranstaltet jährlich internationale christliche Teenager-Kongresse namens TeenStreet. Der Kongress ist einer der Schwerpunkte der OM-Projekte weltweit und begann 1993 in Offenburg, Deutschland mit 56 Teilnehmern. Die Besonderheit des Projekts besteht darin, dass es neben dem theoretischen Teil des Kongresses auch den praktischen Teil auf der Straße gibt. Dort werden Menschen durch kreative Beiträge und persönliche Gespräche zum Glauben an Jesus Christus aufgefordert. Durch die Kongresse soll den Teilnehmern „eine Straße, [ein] Weg [aufgewiesen werden] […], auf dem sie gehen können.“. Es gibt TeenStreet in Deutschland, Malaysia, Australien und Brasilien. Die Teilnehmerzahlen von TeenStreet Deutschland wuchsen rapide: 1997 nahmen über 1.000 junge Menschen an TeenStreet teil, im Jahr 2000 schon über 2.000. Von 2003 an pendelten die Teilnehmerzahlen zwischen 3.300 und 3.900, seit 2013 auf 4300 bis 4400.